# هلمز کوو (نیوجرسی)
هلمز کوو (به انگلیسی: Helms Cove) یک منطقهٔ مسکونی در ایالات متحده آمریکا است که در کرنیس پوینت، نیوجرسی واقع شده‌است. هلمز کوو ۰٫۰ متر بالاتر از سطح دریا قرار دارد.